# CFBDSIR 2149-0403
CFBDSIR 2149-0403 (= CFBDSIR J214947.2-040308.9) is een object in het sterrenbeeld Waterman op ongeveer 100 lichtjaar afstand van het zonnestelsel dat geen ster is. Waarschijnlijk is het een solitaire planeet (een planeet die niet in omloopbaan is rond een ster). Het is echter ook mogelijk dat het gaat om een zeer zwakke sub-bruine dwerg van klasse Y.
Het object behoort met een waarschijnlijkheid van 87% tot de AB Doradus groep, een groep van ongeveer 30 samenhorende sterren die samen met de ster AB Doradus bewegen. Omdat deze sterrengroep vrij jong is, is de kans klein dat het een bruine dwerg betreft.

## Ontdekking
Dit hemellichaam is op 14 november 2012 ontdekt door Canadese wetenschappers van de Université du Québec à Montréal en hun Franse collega's, met de telescoop van het Observatoire Canada-France-Hawaï. De letters in de afkorting van het hemellichaam staan voor Canada-France Brown Dwarf Survey InfraRed. De eigenschappen van het hemellichaam werden dan later bestudeerd met behulp van de Very Large Telescope van de ESO.

## Eigenschappen
Omdat dit hemellichaam niet overstraald wordt door krachtige straling van een nabije ster, is het veel eenvoudiger hem te onderzoeken. Met spectroscopie is inmiddels vast komen te staan dat er water en methaan voorkomt. De massa bedraagt ongeveer 4-7 maal de massa van Jupiter of 1300-2200 maal die van de Aarde. De oppervlaktetemperatuur bedraagt ongeveer 700 kelvin (430 °C). De leeftijd wordt geschat op 20 - 200 miljoen jaar. Het object behoort tot een Brown Dwarf, Brown Dwarfs zijn "substellar objects", in het Nederlands substellaire objecten. Dit betekent kleiner dan een ster. Die planeten hebben niet voldoende massa voor een druk en temperatuur in de kern om thermonucleaire fusie van waterstof tot helium op gang te brengen zoals de meeste sterren.